# Eucerinoda gayi
Eucerinoda gayi är en biart som först beskrevs av Maximilian Spinola 1851.  Eucerinoda gayi ingår i släktet Eucerinoda och familjen långtungebin. Inga underarter finns listade i Catalogue of Life.